# میشل مرلت
میشل مرلت (انگلیسی: Michel Merlet؛ زادهٔ ۲۶ مهٔ ۱۹۳۹) آهنگساز، و استاد دانشگاه اهل فرانسه است.
وی همچنین برندهٔ جوایزی همچون جایزه بزرگ رم شده‌است.